# Битка при Корбион
Битката при Корбион (Corbio; Corbione) се провежда през 446 пр.н.е. между Римската република и волските и еквите при Корбион в Лацио и се намира на 4 км източно от Тускулум (в Италия). Римляните са победители.

## Ход на битката
През 446 пр.н.е. по времето на четвъртия път консулат на генерал Тит Квинкций Капитолин Барбат волските и еквите нападат Рим, който е отслабнал, заради конфликт между горния и долния слой на обществото. След похода им те се отправят с богата плячка към Корбион. Тук при града се провежда битка, при която Квинкций и другият консул на годината Агрипа Фурий Фуз (консул 446 пр.н.е.) с легат Спурий Постумий Алб Региленсис и легата на кавалерията Сервий Сулпиций Камерин Корнут побеждават волските и техните съюзници еквите.